# Eberhard von der Recke von der Horst
Gustav Wilhelm Eberhard baron von der Recke von der Horst (né le 2 avril 1847 à Berlin et mort le 16 avril 1911 à Münster) est un avocat et un homme politique prussien.

## Biographie

### Origines familiales
Issu de l'ancienne famille noble westphalienne von der Recke, Eberhard est le fils du conseiller financier secret August Ludwig von der Recke von der Horst (de) (1809-1869) et de son épouse Bertha Krönigk (1812-1887).

### Études et carrière
De 1864 à 1867, Eberhard von der Recke étudie le droit à l'université Frédéric-Guillaume de Berlin et à l'université de Heidelberg. Il participe à la guerre franco-prussienne de 1870, en tant qu'officier de réserve dans le 2e régiment de dragons de la Garde. Après son stage juridique à la cour d'appel de Berlin, il devient assesseur judiciaire dans divers tribunaux de district jusqu'en 1875.
De 1877 à 1881, il est administrateur de l'arrondissement d'Eckernförde (de) avant d'occuper diverses fonctions au ministère prussien de l'Intérieur jusqu'en 1885.
De 1885 à 1889, il est président du district de Königsberg. En 1889, il déménage dans la province de Rhénanie à Düsseldorf où il occupe un poste similaire. De là, il est nommé ministre prussien de l'intérieur en 1895 et remplit cette fonction jusqu'en 1899. Avant de prendre sa retraite, il occupe la fonction de haut président de la province de Westphalie jusqu'en 1911.
Eberhard von der Recke von der Horst est mort en 1911 à l'âge de 64 ans à Münster et il est inhumé dans l'ancien cimetière Saint-Matthieu à Schöneberg près de Berlin.

### Famille
Il s'est marié le 14 octobre 1885 avec Maria von Laer (née le 5 avril 1866). Le couple a eu plusieurs enfants:
- Margarete (née le 26 mars 1887) ;
- Gertrud (née le 24 octobre 1889) ;
- Katharina (née le 15 octobre 1891) ;
- Berthe (née le 20 janvier 1896).